# Anta Gorda

Localización del municipio Anta Gorda.

Anta Gorda es un municipio brasilero del estado de Río Grande do Sul.
Se encuentra ubicado a una latitud de 28º58'13" Sur y una longitud de 52º00'17" Oeste, estando a una altitud de 411 metros sobre el nivel del mar. Su población estimada para el año 2004 era de 6.225 habitantes. 
Ocupa una superficie de 240,38 km².
- Datos: Q33944
- Multimedia: Anta Gorda / Q33944